# Campionati europei di ciclismo su pista 2020 - Omnium maschile
L'omnium maschile ai Campionati europei di ciclismo su pista 2020 si è svolta il 14 novembre 2020 presso il velodromo Kolodruma di Plovdiv, in Bulgaria.

## Podio
| Pos.    | Atleta          | Nazionalità   |
| ------- | --------------- | ------------- |
| Oro     | Matthew Walls   | Gran Bretagna |
| Argento | Jaŭheni Karalëk | Bielorussia   |
| Bronzo  | Iuri Leitao     | Portogallo    |

## Risultati

### Scratch
Prima di 4 prove
| Posizione | Atleta              | Nazione       | Giri persi | Punti prova |
| --------- | ------------------- | ------------- | ---------- | ----------- |
| 1         | Denis Rugovac       | Rep. Ceca     |            | 40          |
| 2         | Jaŭheni Karalëk     | Bielorussia   |            | 38          |
| 3         | Matthew Walls       | Gran Bretagna |            | 36          |
| 4         | Albert Torres       | Spagna        |            | 34          |
| 5         | Daniel Staniszewski | Polonia       |            | 32          |
| 6         | Iuri Leitao         | Portogallo    |            | 30          |
| 7         | Daniel Crista       | Romania       |            | 28          |
| 8         | Stefano Moro        | Italia        | –1         | 26          |
| 9         | Sergey Rostovtsev   | Russia        | –1         | 24          |
| 10        | Itamar Einhorn      | Israele       | –1         | 22          |
| 11        | Andreas Müller      | Austria       | –1         | 20          |
| 12        | Maksym Vasilyev     | Ucraina       | –1         | 18          |
| 13        | Justas Beniusis     | Lituania      | –1         | 16          |
| 14        | Christos Volikakis  | Grecia        | –1         | 14          |
| 15        | Claudio Imhof       | Svizzera      | –1         | 12          |
| 16        | Nikolay Genov       | Bulgaria      | –1         | 10          |
| 17        | Krisztian Lovassy   | Ungheria      | –1         | 8           |
| 18        | Ziga Jerman         | Slovenia      | –1         | 6           |
| 19        | Lukas Kubis         | Slovacchia    | –2         | 4           |

### Tempo race
Seconda di 4 prove
| Posizione | Atleta              | Nazione       | Punti giri | Punti Sprint | Punti totali | Punti evento |
| --------- | ------------------- | ------------- | ---------- | ------------ | ------------ | ------------ |
| 1         | Matthew Walls       | Gran Bretagna | 40         | 10           | 50           | 40           |
| 2         | Iúri Leitão         | Portogallo    | 40         | 7            | 47           | 38           |
| 3         | Jaŭheni Karalëk     | Bielorussia   | 40         | 4            | 44           | 36           |
| 4         | Sergey Rostovtsev   | Russia        | 20         | 3            | 23           | 34           |
| 5         | Albert Torres       | Spagna        | 20         | 3            | 23           | 32           |
| 6         | Daniel Crista       | Romania       | 20         | 2            | 22           | 30           |
| 7         | Stefano Moro        | Italia        | 20         | 1            | 21           | 28           |
| 8         | Daniel Staniszewski | Polonia       |            | 4            | 4            | 26           |
| 9         | Denis Rugovac       | Rep. Ceca     |            | 1            | 1            | 24           |
| 10        | Krisztian Lovassy   | Ungheria      |            |              | 0            | 22           |
| 11        | Andreas Müller      | Austria       |            |              | 0            | 20           |
| 12        | Claudio Imhof       | Svizzera      |            |              | 0            | 18           |
| 13        | Maksym Vasilyev     | Ucraina       |            |              | 0            | 16           |
| 14        | Justas Beniusis     | Lituania      |            |              | 0            | 14           |
| 15        | Itamar Einhorn      | Israele       |            |              | 0            | 12           |
| 16        | Lukas Kubis         | Slovacchia    | -20        |              | -20          | 10           |
| 17        | Ziga Jerman         | Slovenia      | -20        |              | -20          | 8            |
| 18        | Nikolay Genov       | Bulgaria      | -40        |              | -40          | 6            |
| DNS       | Christos Volikakis  | Grecia        |            |              |              |              |

### Gara ad eliminazione
Terza di 4 prove
| Posizione | Atleta              | Nazione       | Punti |
| --------- | ------------------- | ------------- | ----- |
| 1         | Sergey Rostovtsev   | Russia        | 40    |
| 2         | Matthew Walls       | Gran Bretagna | 38    |
| 3         | Jaŭheni Karalëk     | Bielorussia   | 36    |
| 4         | Daniel Staniszewski | Polonia       | 34    |
| 5         | Albert Torres       | Spagna        | 32    |
| 6         | Denis Rugovac       | Rep. Ceca     | 30    |
| 7         | Stefano Moro        | Italia        | 28    |
| 8         | Claudio Imhof       | Svizzera      | 26    |
| 9         | Itamar Einhorn      | Israele       | 24    |
| 10        | Justas Beniusis     | Lituania      | 22    |
| 11        | Maksym Vasilyev     | Ucraina       | 20    |
| 12        | Andreas Müller      | Austria       | 18    |
| 13        | Nikolay Genov       | Bulgaria      | 16    |
| 14        | Krisztian Lovassy   | Ungheria      | 14    |
| 15        | Iuri Leitao         | Portogallo    | 12    |
| 16        | Lukas Kubis         | Slovacchia    | 10    |
| 17        | Ziga Jerman         | Slovenia      | 8     |
| 18        | Daniel Crista       | Romania       | 6     |
| DNS       | Christos Volikakis  | Grecia        | 0     |

### Gara a punti e classifica finale
Quarta di 4 prove.
Per la classifica finale i ciclisti sommano ai punti guadagnati durante questa prova, tutti i punti conquistati in precedenza.
| Classifica finale  | Atleta              | Nazione       | Punti Scratch | Punti Tempo race | Punti Gara eliminaz. | Class. parziale | Punti giro | Punti sprint | Classifica finale |     |
| ------------------ | ------------------- | ------------- | ------------- | ---------------- | -------------------- | --------------- | ---------- | ------------ | ----------------- | --- |
| 1                  | Matthew Walls       | Gran Bretagna | 36            | 40               | 38                   | 114             | 0          | 14           | 128               |     |
| 2                  | Jaŭheni Karalëk     | Bielorussia   | 38            | 36               | 36                   | 110             | 0          | 6            | 116               |     |
| 3                  | Iuri Leitao         | Portogallo    | 30            | 38               | 12                   | 80              | 20         | 15           | 115               |     |
| 4                  | Daniel Staniszewski | Polonia       | 32            | 26               | 34                   | 92              | 0          | 12           | 104               |     |
| 5                  | Sergey Rostovtsev   | Russia        | 24            | 34               | 40                   | 98              | 0          | 6            | 104               |     |
| 6                  | Albert Torres       | Spagna        | 34            | 32               | 32                   | 98              | 0          | 4            | 102               |     |
| 7                  | Denis Rugovac       | Rep. Ceca     | 40            | 24               | 30                   | 94              | 0          | 5            | 99                |     |
| 8                  | Stefano Moro        | Italia        | 26            | 28               | 28                   | 82              | 0          | 15           | 97                |     |
| 9                  | Daniel Crista       | Romania       | 28            | 30               | 6                    | 64              | 20         | 5            | 89                |     |
| 10                 | Krisztian Lovassy   | Ungheria      | 8             | 22               | 14                   | 44              | 0          | 25           | 69                |     |
| 11                 | Itamar Einhorn      | Israele       | 22            | 12               | 24                   | 58              | 0          | 3            | 61                |     |
| 12                 | Andreas Müller      | Austria       | 20            | 20               | 18                   | 58              | 0          | 3            | 61                |     |
| 13                 | Claudio Imhof       | Svizzera      | 12            | 18               | 26                   | 56              | 0          | 2            | 58                |     |
| 14                 | Maksym Vasilyev     | Ucraina       | 18            | 16               | 20                   | 54              | 0          | 2            | 56                |     |
| 15                 | Justas Beniusis     | Lituania      | 16            | 14               | 22                   | 52              | 0          | 4            | 56                |     |
| 16                 | Lukas Kubis         | Slovacchia    | 4             | 10               | 10                   | 24              | -40        | 0            | -16               |     |
| 17                 | Nikolay Genov       | Bulgaria      | 10            | 6                | 16                   | 32              | -80        | 0            | -48               |     |
|                    | Ziga Jerman         | Slovenia      | 6             | 8                | 8                    | 22              | -20        | 0            | DNF               | DNF |
| Christos Volikakis | Grecia              | 14            | DNF           | DNF              | DNF                  | DNF             | DNF        | DNF          | DNF               |     |

DNS = Non partito 

DNF = Prova non completata